# Aegialites californicus
Aegialites californicus är en skalbaggsart som först beskrevs av Victor Ivanovitsch Motschulsky 1845.  Aegialites californicus ingår i släktet Aegialites och familjen trädbasbaggar. Inga underarter finns listade i Catalogue of Life.